# Brigas no hóquei no gelo

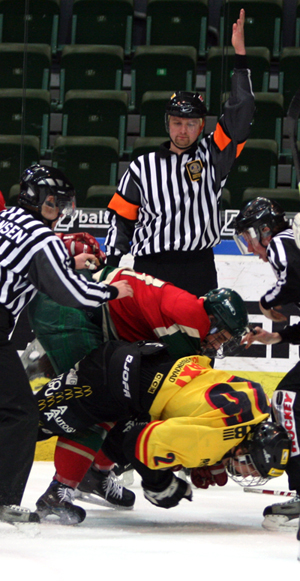
Luta durante um jogo da Liga júnior de hóquei no gelo da Suécia entre Frölunda HC and VIK Västerås HK

As brigas no hóquei no gelo são uma tradição estabelecida no hóquei no gelo da América do Norte, com uma longa história tanto no jogo amador quanto profissional, incluindo algumas notáveis lutas individuais. Conquanto um alvo comum de críticas, é considerado um impasse no esporte, e alguns fãs assistem aos jogos sobretudo para ver as lutas. As lutas são geralmente realizadas por um ou mais "enforcers", ou "goons", jogadores cujo papel é brigar e intimidar, e são guiadas por um complexo sistema de regras "não escritas" ao qual jogadores, treinadores, oficiais e a mídia referem-se como "o código". Algumas brigas são espontâneas, enquanto outras são "combinadas" pelos participantes. Embora os árbitros tolerem as lutas durante os jogos, eles impõem uma variedade de penalidades sobre os jogadores que se envolvem nelas.
Diferentemente das outras Ligas esportivas profissionais Norte Americanas, a National Hockey League (NHL) e a maioria das outras ligas profissionais menores não expulsam diretamente jogadores por participarem em lutas dentro do ringue embora as grandes ligas européias e universitárias o façam, com a possibilidade de suspensão por vários jogos posteriormente.
Portanto a vasta maioria das lutas ocorre na NHL e nas outras Ligas profissionais norte-americanas.
O jogo físico no hóquei, que consiste de técnicas permitidas como a marcação (checking) e proibidas como o uso de cotovelos "elbowing", "high-sticking" e "Cross-checking" é intimamente vinculado as lutas. Aqueles que defendem as lutas no hóquei no gelo argumentam que elas ajudam a dissuadir outros tipos de jogo violento, permitem times proteger seus melhores jogadores e criam um senso de solidariedade entre companheiros de equipe.
O debate sobre a permissão das brigas em jogos de Hóquei no gelo não está acabado. Apesar de seus potenciais efeitos negativos, como "enforcers" mais fortes nocauteando-se, alguns administradores não consideram essa possibilidade, conforme alguns jogadores as consideram essenciais. Adicionalmente, a maioria dos fãs do esporte se opõe a eliminação das lutas dos jogos profissionais de hóquei. No entanto, oposição considerável as lutas existe e esforços no sentido de elimina-las do esporte continuam.

## História
As brigas tem sido parte do esporte desde o crescimento de sua popularidade no século XIX, no Canadá. Existem várias teorias, a mais comum é que a relativa falta de regras nos primórdios do esporte incentivou o controle e intimidação física. Outras teorias incluem a pobreza e altas taxas de crime da área rural do Canadá do século XIX. A implementação de algumas funcionalidades com as "linhas azuis" em 1918 encorajou as brigas com o aumento da parte física do jogo. Em 1922, a NHL introduziu a "regra 56" que regulava formalmente as brigas, ou "fisticuffs" como eram chamadas no manual de regras oficial. Ao invés de expulsar os jogadores, como era a prática no hóquei universitário e amador, os jogadores passaram a sofrer penalidades de cinco minutos.
A regra 56 e suas recomendações acabaram por se integrar as ligas menores (profissionais e amadoras) da América do norte. Promotores do esporte como Tex Rickard, que também promovia eventos de boxe, viram oportunidades financeiras nas brigas e desenvolveram campanhas de marketing ao redor das rivalidades entre os enforcers. Aos árbitros é dado bastante liberdade na determinação do que constitui uma briga e de quais penalidades são aplicáveis. No atual livro de regras da NHL, a antiga referência as "fisticuffs" foi removida e as lutas são agora geridas sob a regra 46.